# Дорога до себе
«Дорога до себе» — радянський двосерійний телефільм 1984 року, знятий режисером Олегом Вікторовим на Свердловській кіностудії.

## Сюжет
Веня Сидельников потай від батьків їде на велике будівництво. Тільки зустрівшись зі справжніми труднощами, юнак зможе виявити найкращі риси характеру та знайти своє місце у житті.

## У ролях
- Володимир Шевельков — Веня Сидельников (озвучив Олександр Рижков)
- Марина Яковлєва — Клава
- Олександр Фатюшин — Саня
- Тетяна Кім — Аня
- Валерій Афанасьєв — Федя-водолаз
- Михайло Пуговкін — Яків Іванович (роль озвучена іншим актором)
- Марія Виноградова — тітка Сіма (роль озвучена іншою акторкою)
- Олександр Хочинський — Вова
- Микола Алексєєв — Вася, Василь Семенович
- Анатолій Ромашин — Андрій Степанович, батько Веньки
- Олександр Ільїн — Коля
- Віталій Баганов — Льошка
- Юрій Сорокін — водолаз
- Олександр Кавалеров — Мишко
- Валерій Захар'єв — Ваня
- Володимир Лисенков — Іван
- Людмила Цвєткова — Стелла, мати Веньки
- Катерина Ляхова — секретарка
- В'ячеслав Кириличев — Трохимич
- Валерій Храмцов — комсорг
- Леонід Серебренников — співак
- Йосип Конопацький — гість
- Борис Соколов — епізод
- Євген Герасимов — водій-бульдозерист

## Знімальна група
- Режисер — Олег Вікторов
- Сценаристи — Микола Щербинський-Арсеньєв, Геннадій Бокарєв
- Оператор — Сергій Гаврилов
- Композитори — Валерій Зубков, Ігор Кантюков